# Amazonides zarajakobi
Amazonides zarajakobi är en fjärilsart som beskrevs av François Louis Nompar de Caumont de Laporte 1984. Amazonides zarajakobi ingår i släktet Amazonides och familjen nattflyn. Inga underarter finns listade i Catalogue of Life.